# Мале (Тренто)
Мале (итал. Malé) је насеље у Италији у округу Тренто, региону Трентино-Јужни Тирол.
Према процени из 2011. у насељу је живело 1872 становника. Насеље се налази на надморској висини од 746 м.

## Становништво
Према резултатима пописа становништва 2011. у општини је живело 2.135 становника.
| 1931. | 1936. | 1951. | 1961. | 1971. | 1981. | 1991. | 2001. | 2011. |
| ----- | ----- | ----- | ----- | ----- | ----- | ----- | ----- | ----- |
| 2.084 | 2.030 | 2.142 | 2.100 | 2.113 | 2.027 | 2.049 | 2.138 | 2.135 |